# Kydoimos
Kydoimos (gr. Κυδοιμος Kydoimos zamieszanie, wrzawa, łac. Cydoemus) – w mitologii greckiej bóstwo wrzawy bitewnej, zaliczane do Mache, bóstw-personifikacji walki i bitwy. Przedstawiał zamieszanie towarzyszące bitwom.
Jest niemalże identyczny jak Homados, personifikacja szumu bitewnego.